# La Rúa (parroquia)
La Rúa (llamada oficialmente Santo Estevo da Rúa de Valdeorras) es una parroquia y un lugar del municipio español de Rúa, en la provincia de Orense, Galicia.

## Toponimia
La parroquia también es conocida por los nombres de San Esteban da Rúa y San Esteban de La Rúa.

## Límites
Limita con las parroquias de San Julián al norte, San Miguel de Otero y Valencia de Sil al este, Santa María de Mones, Petín y Freixido al sur, y Roblido al oeste.

## Organización territorial
La parroquia está formada por siete entidades de población, constando dos de ellas en el nomenclátor del Instituto Nacional de Estadística español:
- A Rúa (A Rúa de Valdeorras)
- A Rúa Vella
- Cima de Vila (Cimadevila)
- Fontei
- Pacio
- Somoza
- Vilela

## Demografía

### Parroquia
| Gráfica de evolución demográfica de La Rúa (parroquia) entre 2000 y 2023 |
|                                                                          |
| Datos según el nomenclátor publicado por el INE.                         |

### Lugar
| Gráfica de evolución demográfica de A Rúa (lugar) entre 2000 y 2023 |
|                                                                     |
| Datos según el nomenclátor publicado por el INE.                    |